# Das Model und der Freak
Das Model und der Freak ist ein von dem deutschen Fernsehsender ProSieben ausgestrahltes Reality-TV-Format, das pro Episode zwei „Freaks“ bei ihrer Umwandlung von in sich gekehrten Nerds oder Geeks zu selbstbewussten Frauenhelden begleitet. Es handelt sich um eine Adaption der US-Sendung Beauty and the Geek (2005).

## Inhalt
Die Models, unter anderem Monica Ivancan, Jana Ina Zarrella, Giuliana Marino, Regina Deutinger, Silke Grobert, Anna Bade, Daniela Vidas, Daniela Wolf, Annica Hansen und Jelena Radovanovic, „unterrichten“ die Kandidaten unter anderem in Selbstbewusstsein, Auftreten, Ausdruck und Körperpflege. Am Anfang jeder Folge wird den zwei zuständigen Models ein Video der Kandidaten gezeigt. Nach einer kurzen Analyse und einer Positivprognose der Models („Wir bringen ihn auf den richtigen Weg.“) treffen diese die „Freaks“ erstmals. Um sich mit deren Situation besser auseinandersetzen zu können, beginnen sie, die Gründe des Außenseiterlebens zu erforschen und Auftreten und Außenwirkung durch Entspannungsübungen und Kosmetik zu verbessern. Gegen Ende verpassen die „Coaches“ ihren Schülern eine neue Frisur und einen anderen Kleidungsstil. Schließlich wird gezeigt, wie die anfänglichen Außenseiter perfekt den Anforderungen der Gesellschaft entsprechen und ihre Wünsche („Es kann ein Date mit der Traumfrau oder auch ein Vorstellungsgespräch bei einem potenziellen Arbeitgeber sein.“) eigenhändig erfüllen können.
Seit 2011 verhelfen auch weitere Prominente in Gastauftritten den „Freaks“ zum neuen Aussehen und einem neuen Leben. Mit dabei sind unter anderem Sandy Mölling und Sarah Knappik (jeweils eine Folge), sowie Kate Hall und Annica Hansen (mehrere Folgen).

## Ableger: Falling in Love
2011 wurde neben den normalen Episoden auch ein Ableger mit dem Zusatz „Falling in Love“ produziert. Inhalt dieser Episoden ist es ebenfalls „Freaks“ ein neues Aussehen und eine neue Lebenseinstellung zu verpassen, zusätzlich hat jeder „Freak“ am Ende der Episode ein Date mit einer Frau, die er bereits zuvor als „Freak“ kennengelernt hat.
Ein Unterschied zur Originalversion besteht auch darin, dass pro Episode jeweils nur eine „Umwandlung“ behandelt und gezeigt wird, außerdem wird eine andere Titelmelodie und ein abgewandeltes Logo verwendet.

## Rezeption
Die Premierenfolge lief am 14. Juni 2007 im Anschluss an die Auftaktfolge der sechsten Staffel Popstars. Während die erste Staffel noch im Fernsehen gesendet wurde, kündigte der Sender die Fortsetzung des Formats an. Somit erfolgte die Ausstrahlung der zweiten Staffel bereits kurze Zeit später. Die Ausstrahlung erfolgte ab Ende August 2007 statt wie bisher donnerstags immer dienstags. Anfang September 2007 wurde die Sendung aufgrund geringer Einschaltquoten kurzfristig eingestellt.
Eine unvollständige Auflistung gemessener Einschaltquoten und Marktanteile veranschaulicht folgende Tabelle:
| Datum           | Zuschauer | Zuschauer       | Marktanteil | Marktanteil     | Quellen |
| Datum           | Gesamt    | 14 bis 49 Jahre | Marktanteil | Marktanteil     | Quellen |
| Datum           | Gesamt    | 14 bis 49 Jahre | Gesamt      | 14 bis 49 Jahre | Quellen |
| --------------- | --------- | --------------- | ----------- | --------------- | ------- |
| 14. Juni 2007   | 1,33 Mio. | –               | 7,8 %       | 13,9 %          | [ 3 ]   |
| 21. Juni 2007   | 1,42 Mio. | 1,20 Mio.       | 7,8 %       | 14,7 %          | [ 6 ]   |
| 28. Juni 2007   | 1,40 Mio. | 1,16 Mio.       | –           | 13,8 %          | [ 7 ]   |
| 12. Juli 2007   | 1,28 Mio. | –               | 7,3 %       | 13,3 %          | [ 8 ]   |
| 19. Juli 2007   | 1,21 Mio. | 1,02 Mio.       | 7,1 %       | 12,7 %          | [ 9 ]   |
| 26. Juli 2007   | 1,25 Mio. | –               | 7,2 %       | 12,9 %          | [ 10 ]  |
| 2. August 2007  | –         | 1,21 Mio.       | –           | 14,8 %          | [ 11 ]  |
| 9. August 2007  | 1,20 Mio. | 0,99 Mio.       | –           | 12,9 %          | [ 12 ]  |
| 28. August 2007 | –         | 0,92 Mio.       | –           | 7,7 %           | [ 13 ]  |

2011 strahlte ProSieben neue Folgen neben Wiederholungen von 2007 im Nachmittagsprogramm aus.
jetzt.de bewertete 2007 Das Model und der Freak als „die unerträglichste Sendung im TV“. Bemängelt wurde: „Die Unerträglichkeit, mit der Jana Ina Zarrella und Monica Ivancan Menschen vorführen, wird nur überboten von der Unverfrorenheit, mit der sie ihre eigene Beschränktheit zum gesellschaftlichen Standard erheben.“
Fernsehkritik.tv berichtete über die Folge vom 29. Mai 2008 unter dem Titel Das Model und der Fake. Ein Kandidat stellt die gezeigten Szenen großteils als von der Regie vorgegeben, als sogenannte Scripted Reality, dar.

## Produktion
Das Format wurde von der Firma south&browse produziert. Die Darsteller wurden gecastet und meist für ein Wochenende Drehzeit bezahlt. In einem anderen Fall dauerten die Dreharbeiten eine Woche.